# Henry H. Spalding
Henry H. Spalding (né en 1803 à Bath, dans l'État de New York, et mort en 1874) est un missionnaire presbytérien qui a fondé, avec sa femme Eliza Hart Spalding (1807–1851), des écoles chez les Amérindiens Nez-Percés aux États-Unis.

## Biographie
Henry Spalding est né à Bath, un village de l'État de New York en 1803. Diplômé de l'université Case Western Reserve en 1833, il entre au séminaire en 1837 puis est recruté par l'American Board of Commissioners for Foreign Missions pour se rendre chez les Amérindiens de l'Idaho. Avec sa femme, il est d'abord en mission chez les Osages du Missouri. Il rencontre Marcus Whitman en décembre 1835 et deux mois plus tard, ce dernier le convainc de partir en mission dans l'Oregon Country.
Il est le 3 août 1836 à Fort Hall, puis le 19 à Fort Boise, près de Caldwell et en septembre à Fort Walla Walla. Il a traduit la Bible dans la langue des Nez-Percés, qu'il a tenté de traduire.[pas clair] En 1847 a lieu le massacre de Whitman, dans la mission de Waiilatpu, dans l'État de Washington : ses amis Marcus et Narcissa, dix hommes de la mission et deux adolescents de 15 et 18 ans sont massacrés par des Cayuses leur reprochant d'avoir empoisonné par leurs soins près de deux personnes, alors qu'il semble s'être agi en réalité d'une épidémie infectieuse, épisode qui va déclencher la guerre Cayuse, entre 1847 et 1855.